# Скоморошина
Скоморошина (Бахму́тка) — река в Донецке (Украина), правый приток Кальмиуса, впадает в него на территории Донецкого металлургического завода. Исток реки находится западнее южной проходной завода «Точмаш». Имеет левый приток ручей «Тихий», берущий начало недалеко от железнодорожного вокзала. Слиянием образованы Ветковские пруды.
Протекает по территории Куйбышевского, Ворошиловского и Ленинского районов Донецка.
В начале XX века в русле реки сооружён каскад искусственных водоёмов для обеспечения города технической водой. На правом берегу расположен городской Центральный парк культуры и отдыха имени А. С. Щербакова.

## Урочище Бахмутка

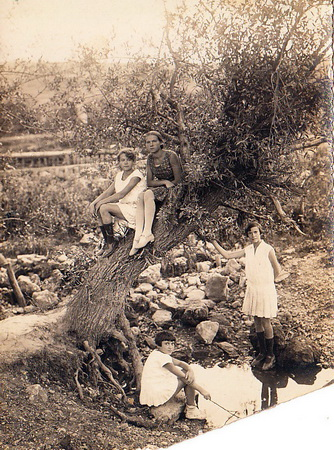
Дети в урочище Бахмутка. 1923 год

В долине реки в Киевском районе Донецка находится урочище Бахмутка, ограниченное тремя терриконами и железнодорожной веткой, идущей на донецкий металлургический завод.
Урочище Бахмутка с зелёным массивом балки Безыменная от Ветковских прудов до парка Щербакова, одно из немногих мест в Донецке, где сохранились естественные ненарушенные почвы. Согласно программе охраны окружающей природной среды и обеспечения экологической безопасности г. Донецка до 2015 года планируется увеличение площади природно-заповедного фонда за счёт урочища и отвод деградированных и рекультивируемых земель под лесонасаждения. Также, согласно новому Генеральному плану Донецка планируется убрать терриконы из урочища.

## Третий городской пруд
В пойме реки у Третьего городского пруда до Октябрьской революции 1917 года было место маёвок и сходок рабочих Ветковского рудника. У насосной станции находилась явка большевиков Юзовки, а в Глухом овраге — маёвки шахтёров Волынского рудника.
В 2014 году с апреля по июнь проводился спуск воды. На левом берегу возводилась бетонная набережная в связи со строительством элитной детской Григорьевской Международной Школы.

## Второй городской пруд
До Октябрьской революции 1917 года, на пустыре у Второго городского пруда собирались на маёвки шахтёры Смолянки. В одном из оврагов тайно похоронили пять рабочих, убитых полицией.
На берегу второго городского пруда расположена спортивная станция.

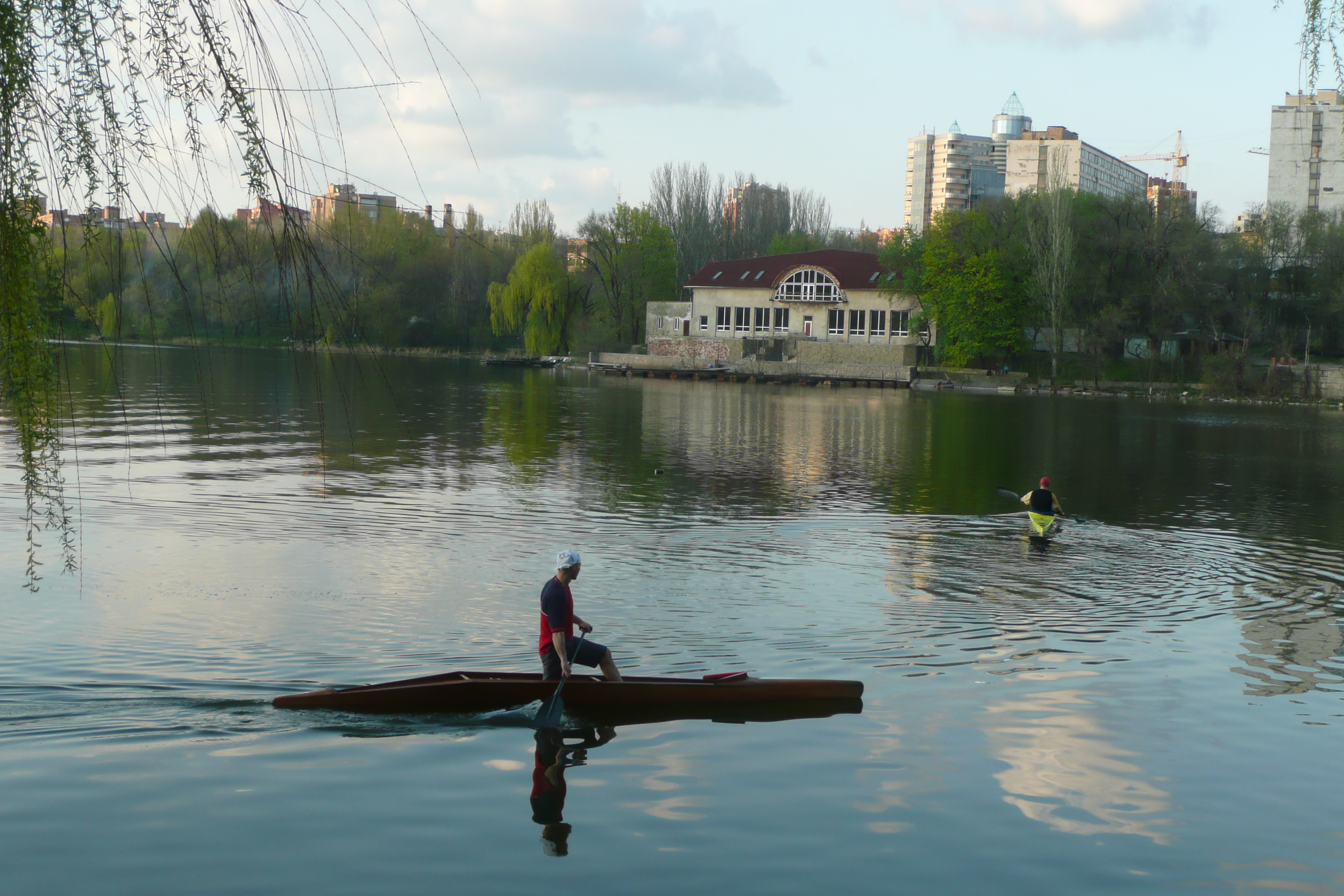
Водная станция «Спартак» с секцией гребли на байдарках и каноэ
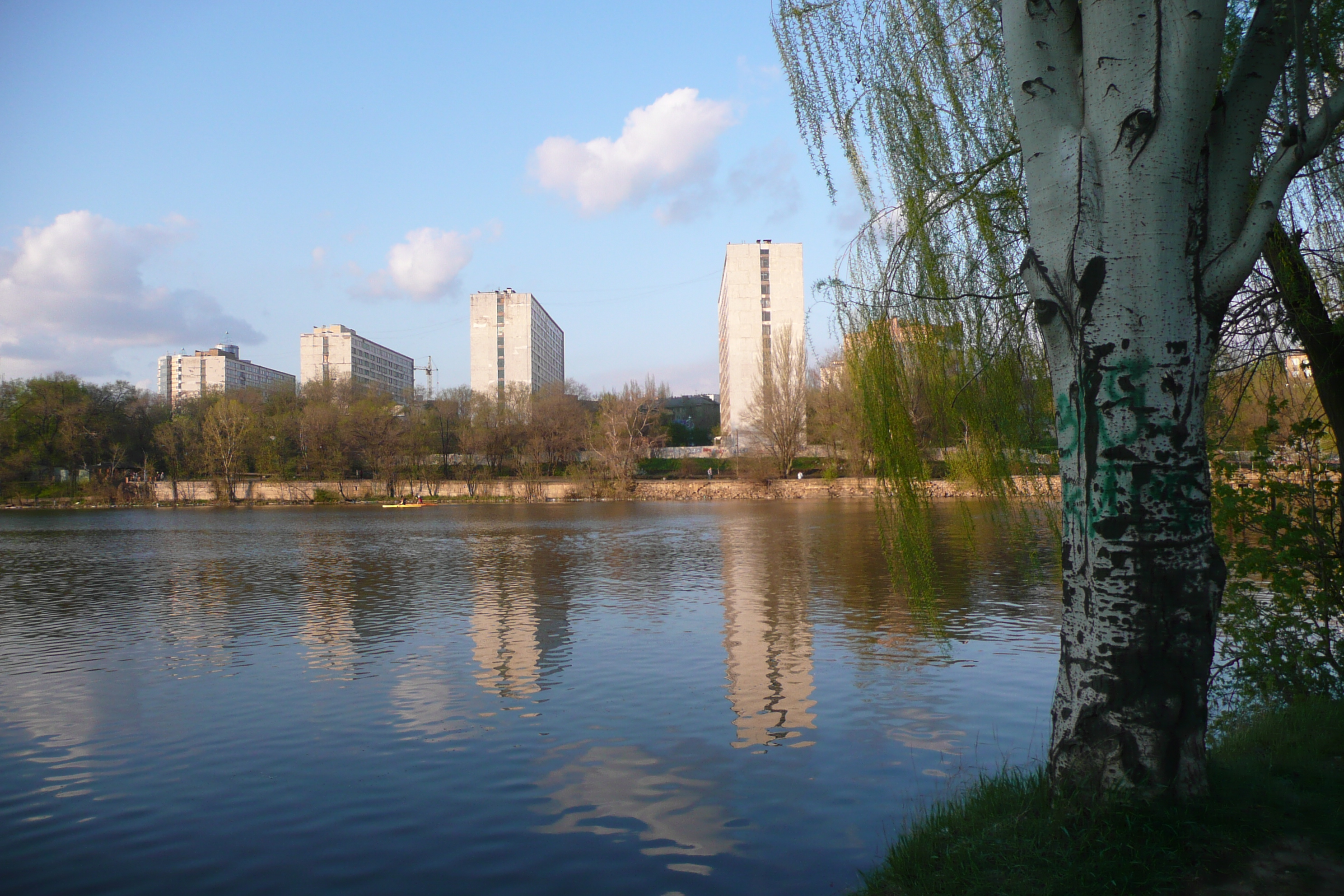
Общежития Донецкого национального университета
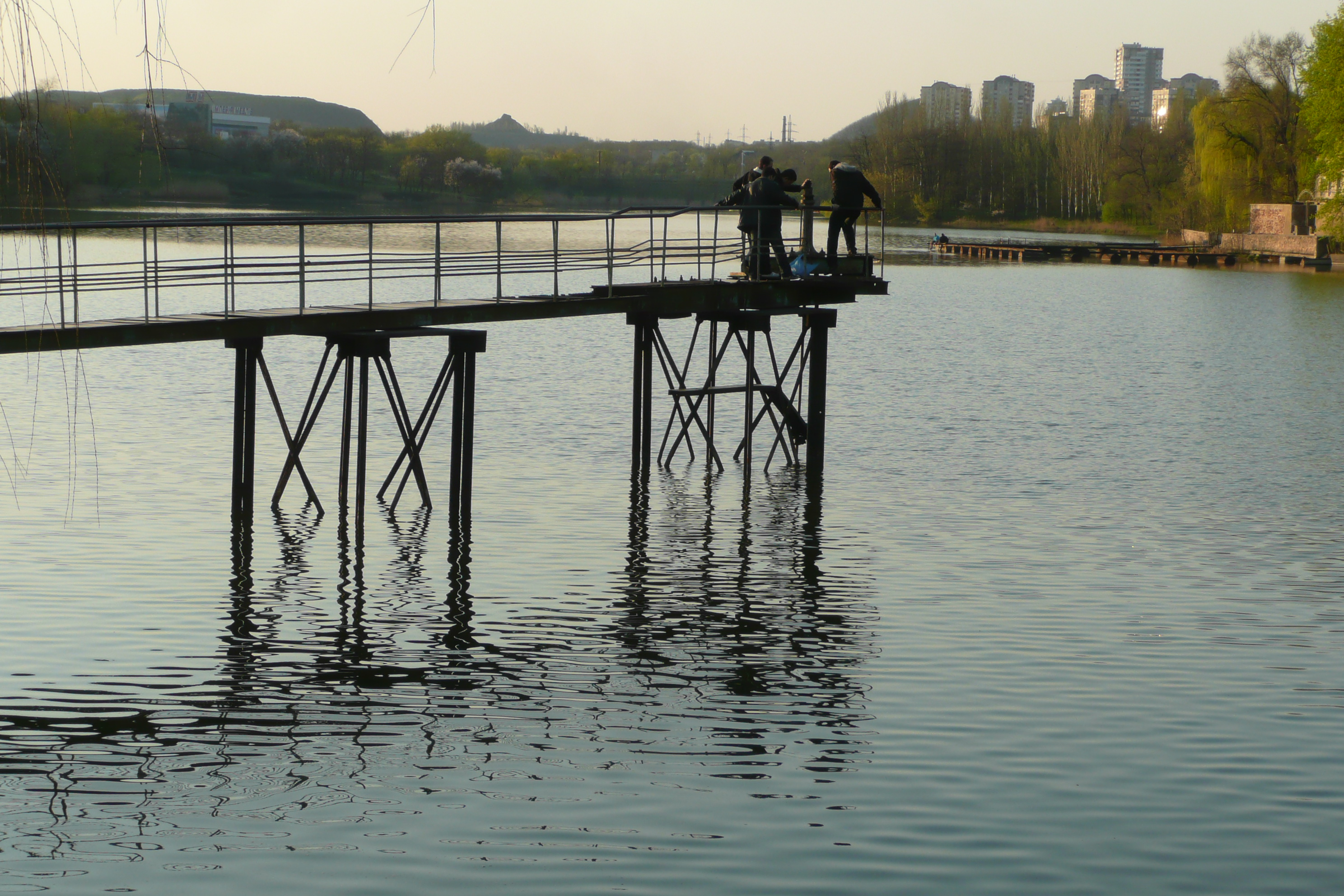
Второй городской пруд
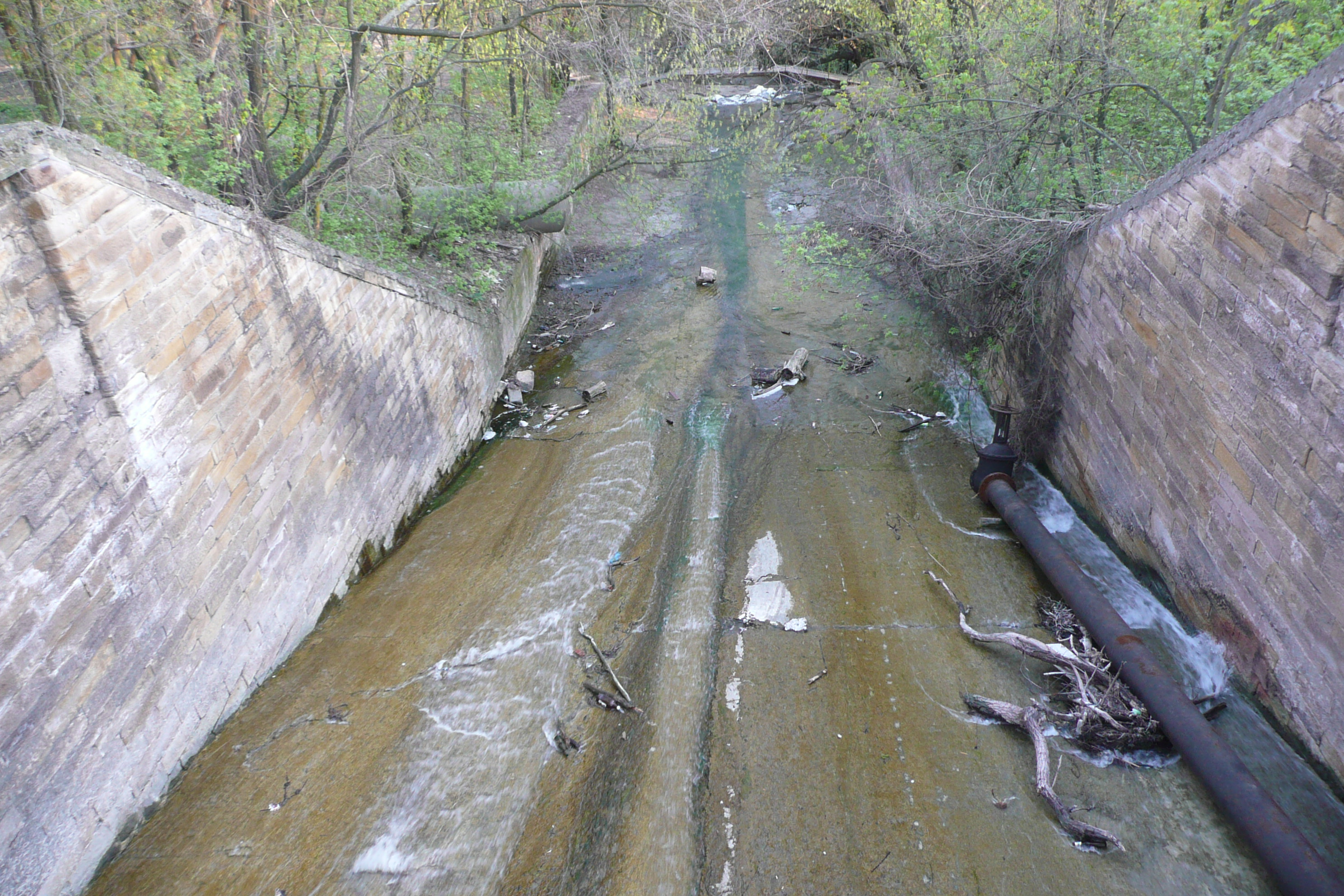
Искусственное русло, по которому вода из Второго пруда попадает в Первый

## Первый городской пруд
Первый городской пруд был создан ещё в конце XIX века (хотя в горисполкомовских документах годом его создания назван 1931-й). Параметры таковы: площадь зеркала — 29 гектаров, длина — 1.18 км, средняя ширина — 232 м, максимальная глубина — 7 м, средняя глубина — 5.1 м. Ёмкость Первого городского пруда при создании составила один миллион кубических метров. Он выполнял роль водохранилища Юзовского металлургического завода. Он и Второй городской пруд были созданы на реке Скоморошина (Бахмутка) после того как заводу перестало хватать воды из водохранилища на реке Кальмиус.
Вода из пруда забиралась тремя насосами, которые передавали её в напорный бак у Центральной шахты. Кроме воды из Скоморошинки пруд наполнялся также водой из Кальмиуса посредством семи насосов. Воду из пруда помимо завода использовали бани и пожарные. Для питья вода не использовалась никогда.
На восточном берегу находилась лодочная станция городского сада. В настоящее время лодочная станция парка Щербакова находится на западном берегу.

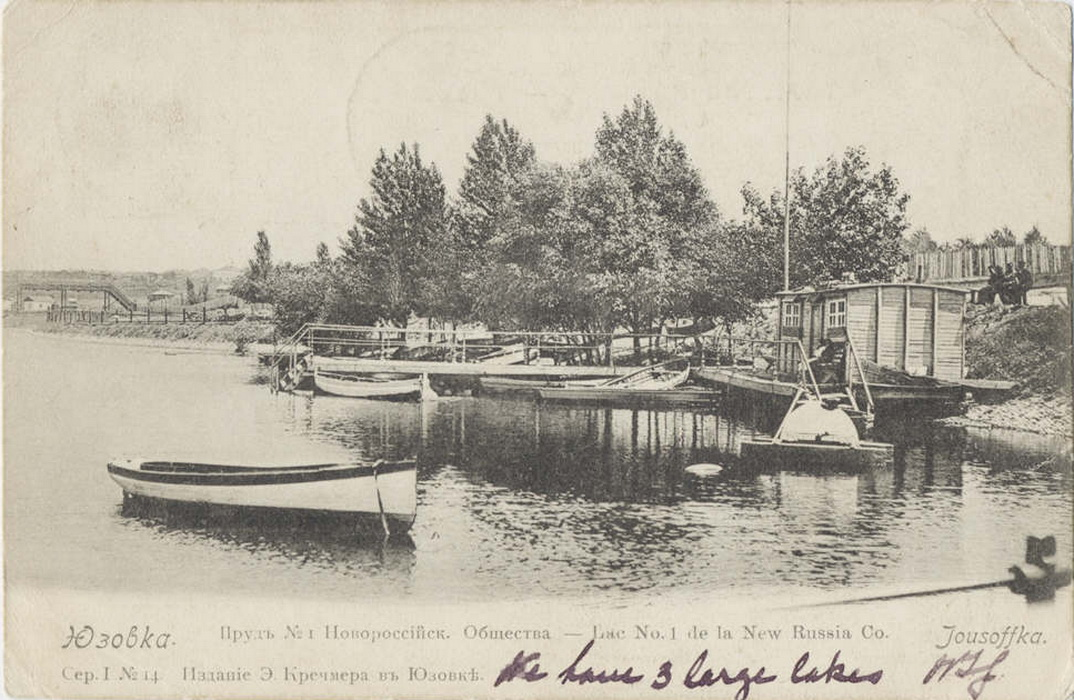
Открытка издательства Э. Кречмера в Юзовке. Лодочная станция возле Горсада. Начало XX века
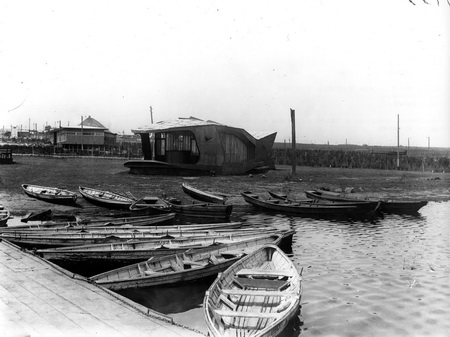
1930-е. Лодочная станция в Горсаду
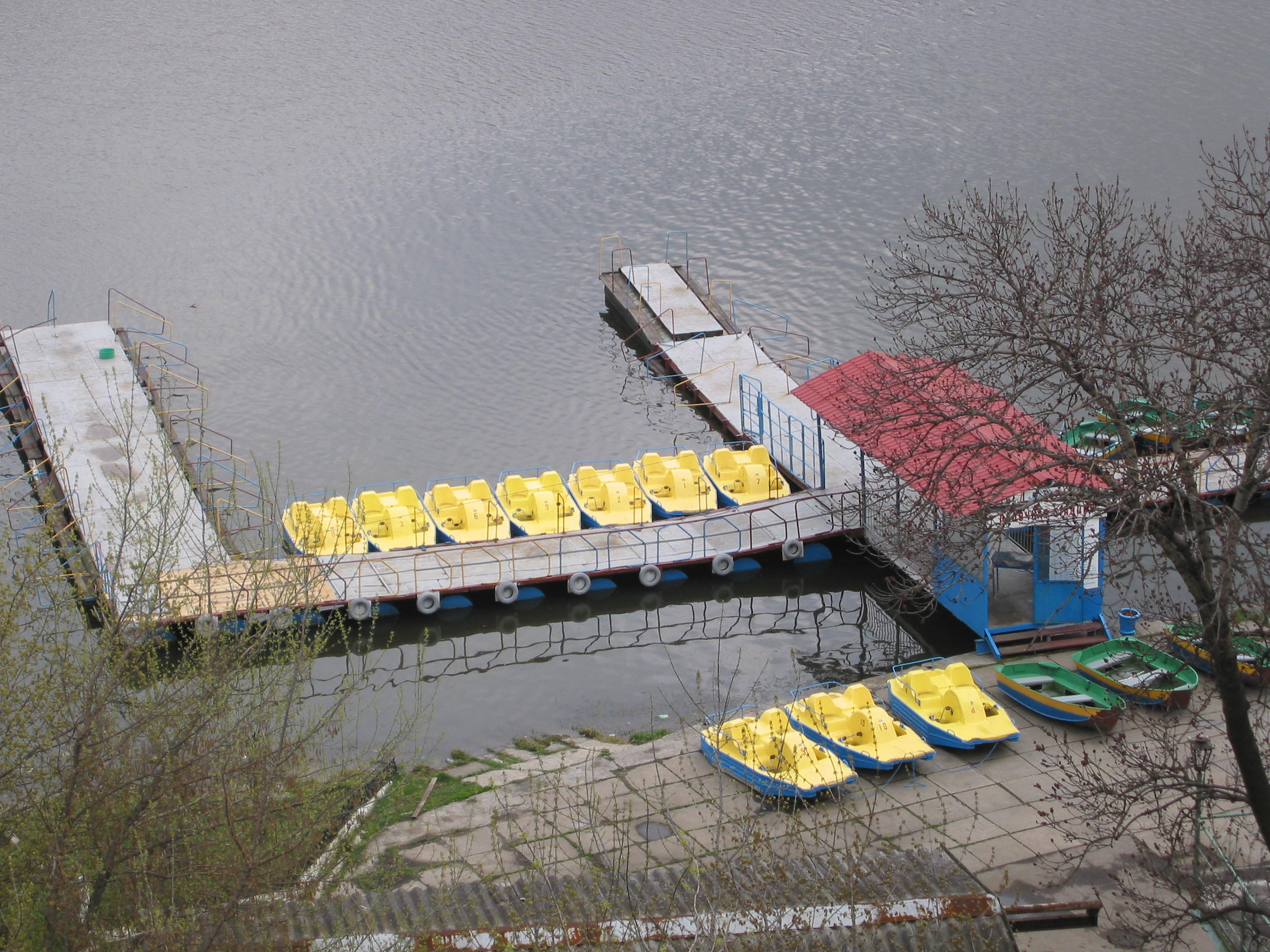
Лодочная станция на Первом городском пруду в парке Щербакова

Мост через Первый городской пруд появился в годы Великой Отечественной войны после освобождения Сталино от нацистов. Сначала это был понтонный мост, установленный сапёрами Советской армии, затем его заменили на деревянный мост на стационарных опорах (386 м), а в конце 1950-х годов заменили на железобетонный. Этот мост — пешеходный, длина — 330 метров, ширина — 6 метров. Со стороны улицы Университетской его обрамляют два пилона, которые выполнены в форме беседок.
Фото Первого городского пруда и моста через него были напечатаны на почтовой марке Украины «Национальная филателистическая выставка. Донбасс — шахтёрский край» (номер в каталоге «Михель»: 323 (M 380)).

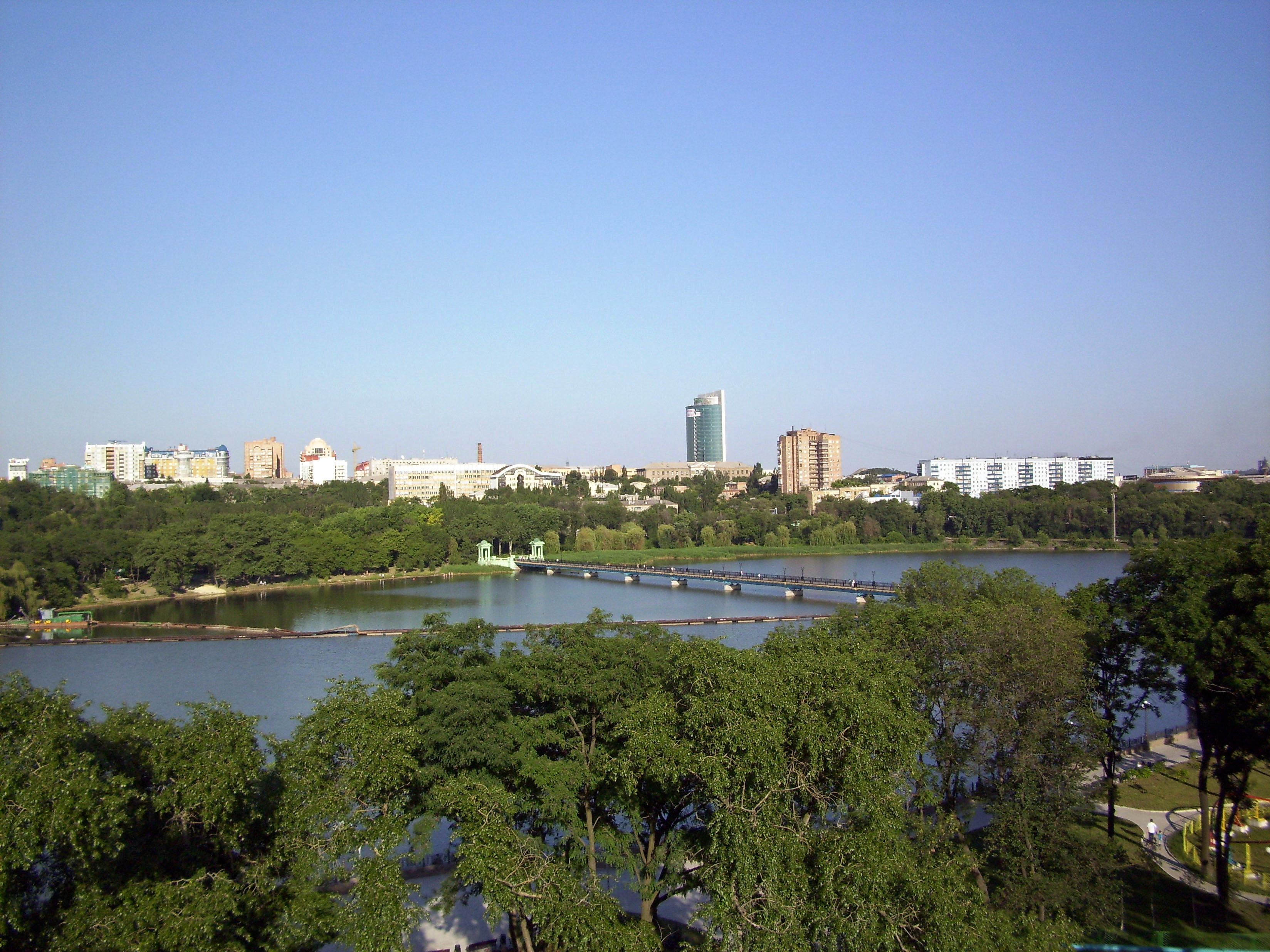
Первый городской пруд, 2010 год
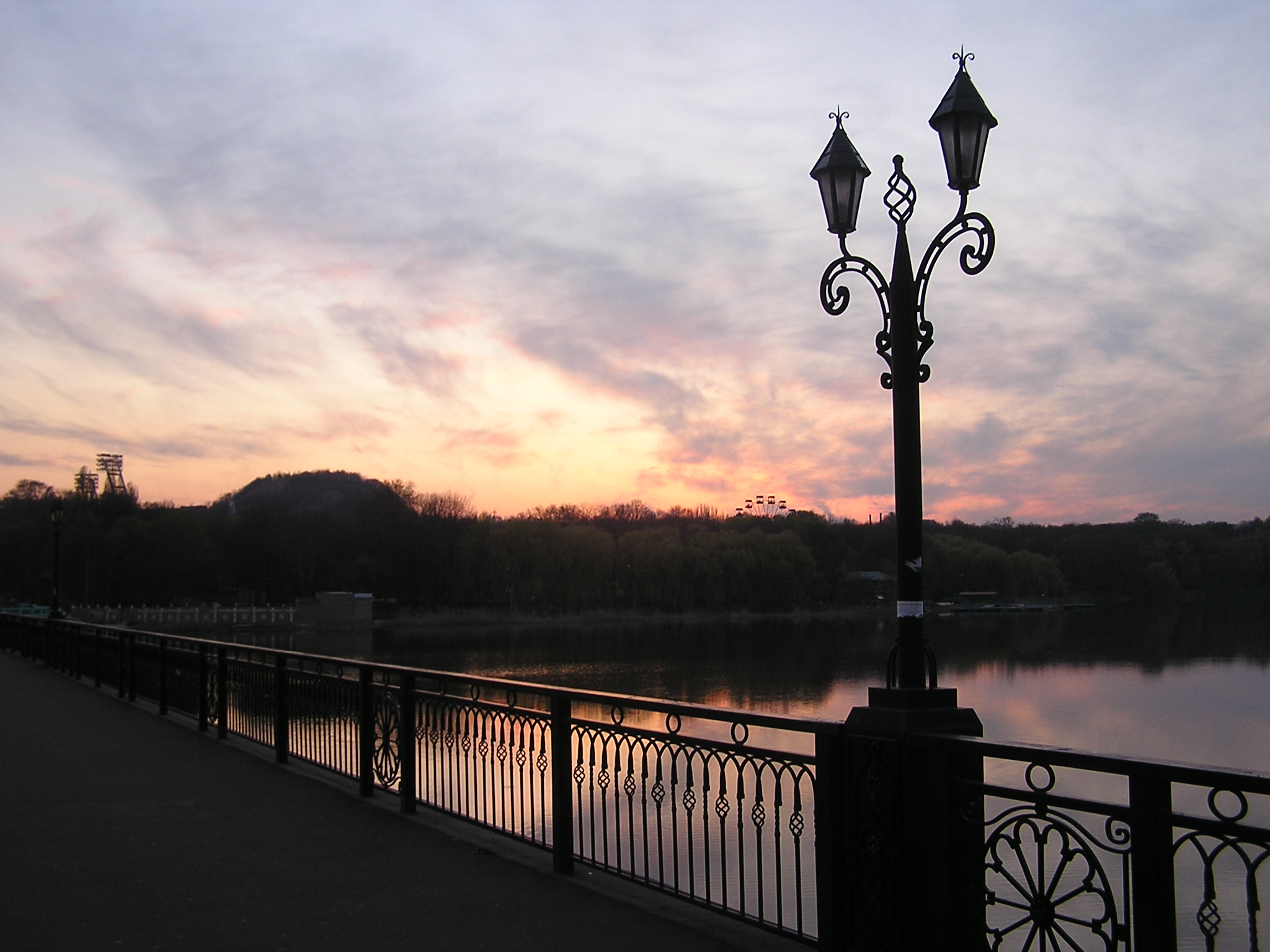
Мост через Первый городской пруд, 2007 год
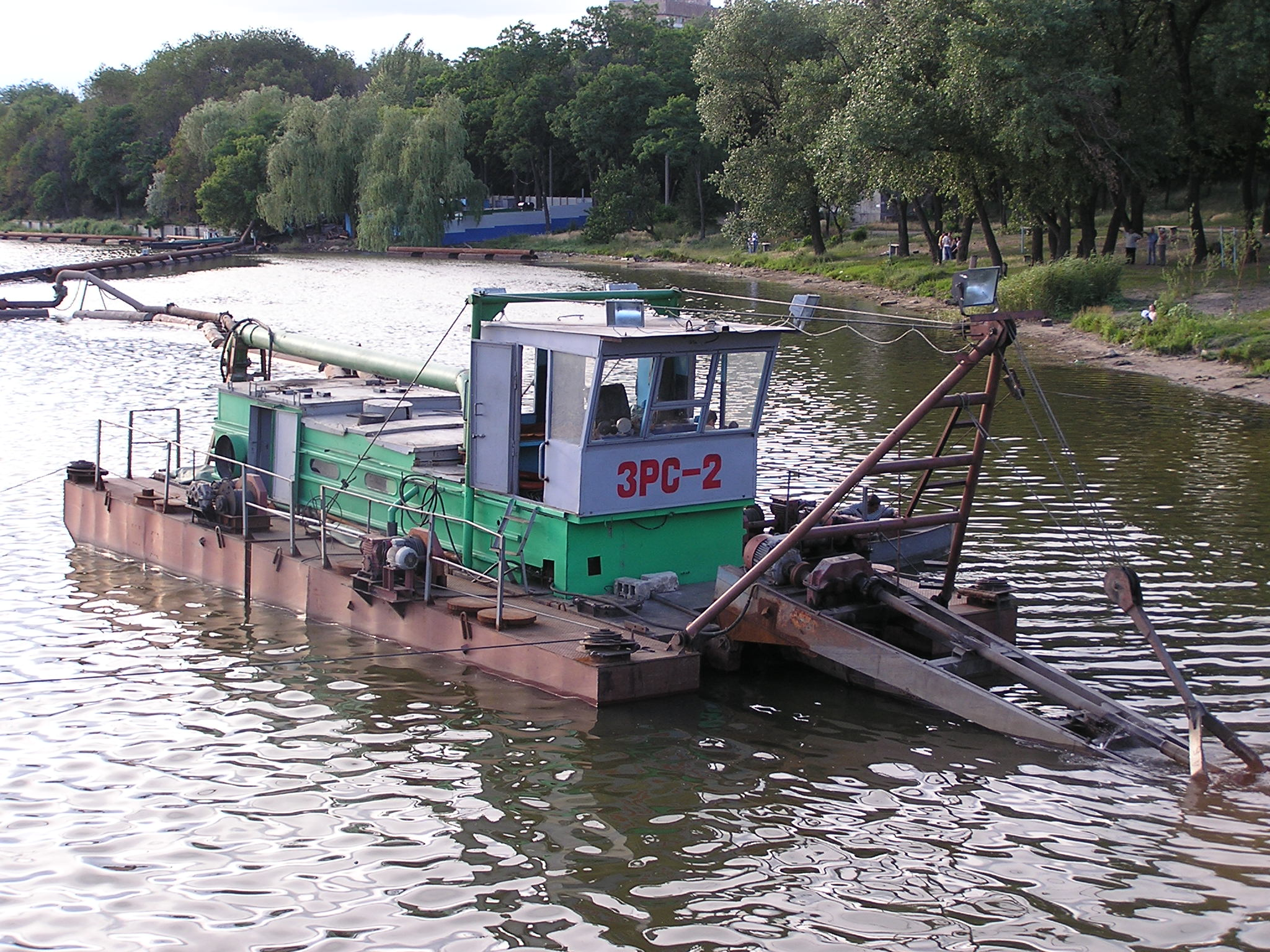
ЗРС-2 чистит Первый городской пруд
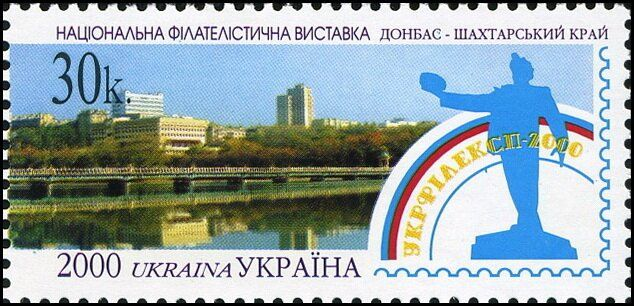
Почтовая марка «Национальная филателистическая выставка. Донбасс — шахтёрский край».

## На территории ДМЗ
Ниже по течению после Первого городского пруда река уходит под землю. Она идёт в обход территории Донецкого металлургического завода и поднимается на поверхность рядом с «Городком улыбок» на территории парка завода. Во время строительства завода река была спрятана в бетонное русло, кольца и тюбинги. По словам донецких диггеров, можно пройти треть длины подземного течения реки, после чего находится водопад, высотой три-четыре метра. Водой из реки питается свето-музыкальный фонтан, находящийся на территории парка. За пределами завода река впадает в Кальмиус.

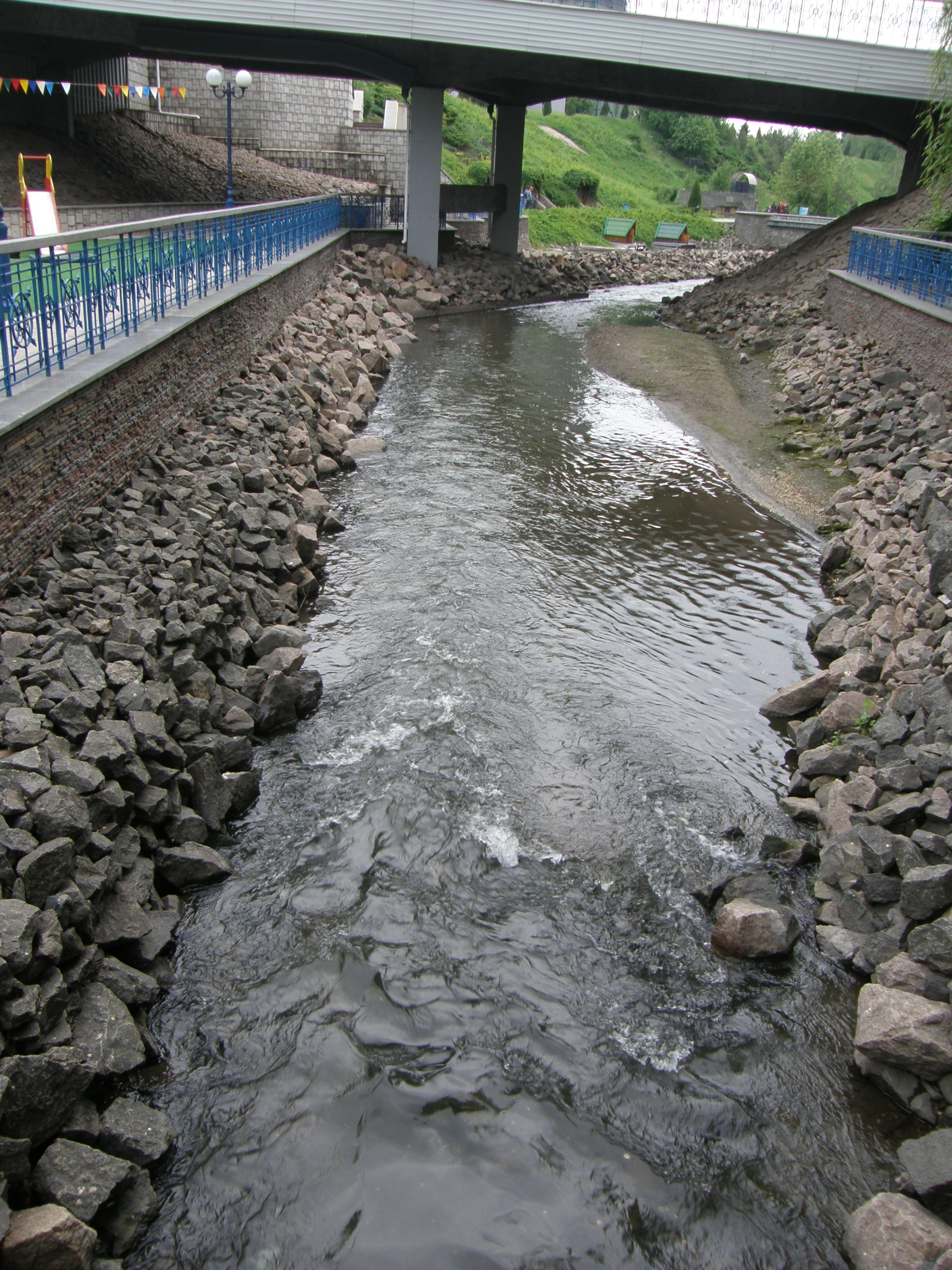
Бахмутка на территории парка Донецкого металлургического завода
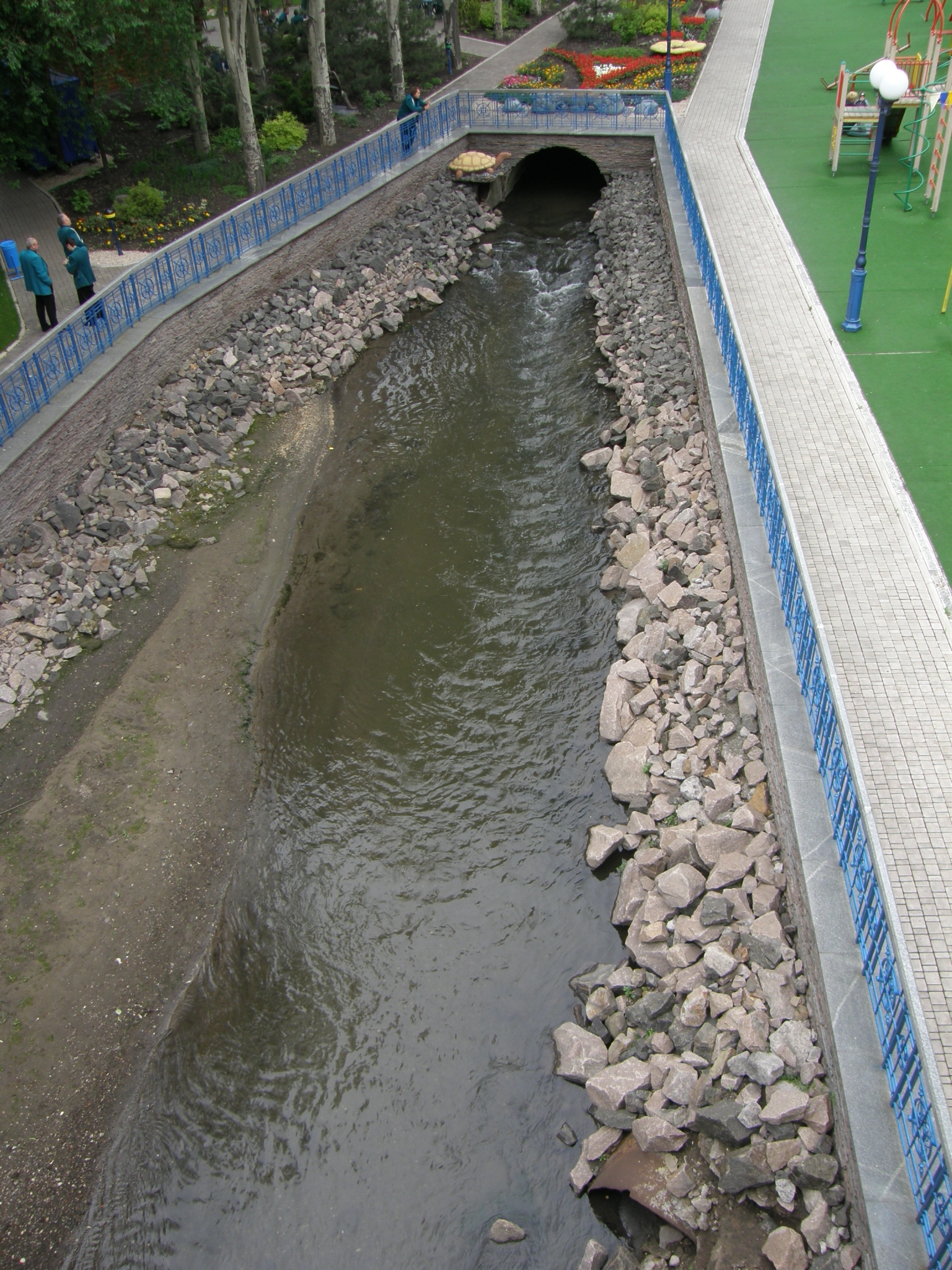
Ограждение в «Городке улыбок»
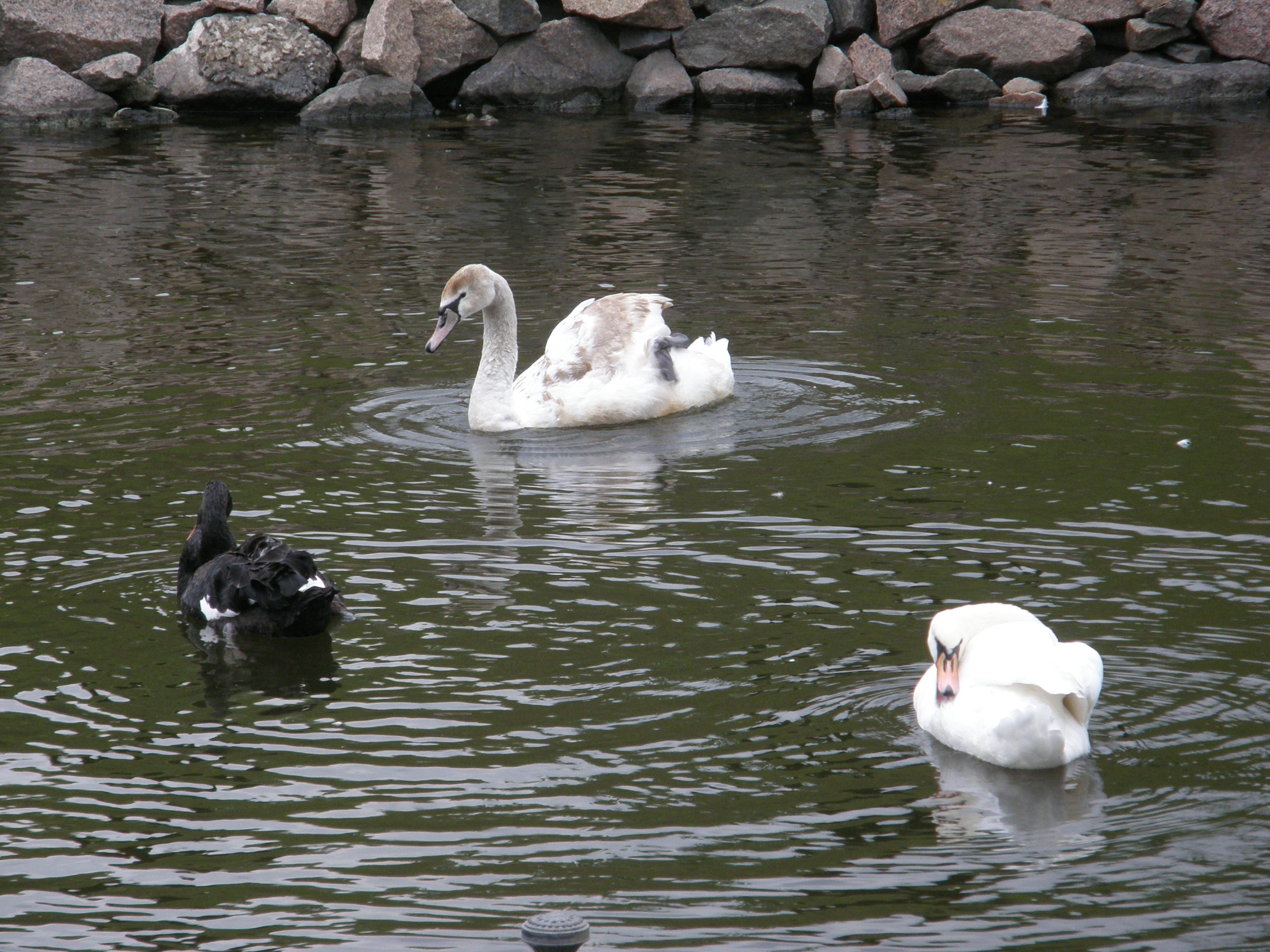
Лебеди в парке
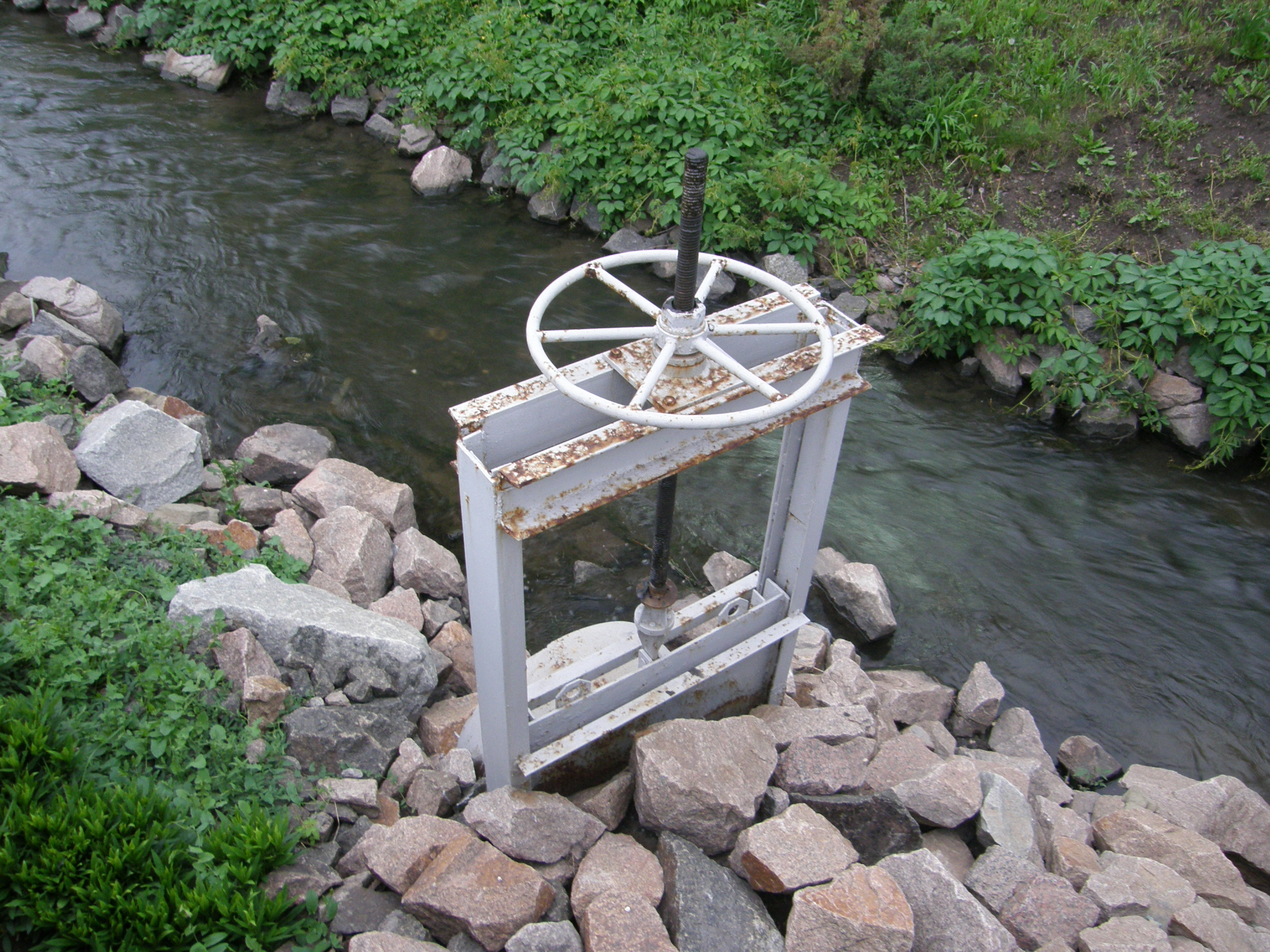
Вентиль